# Новокремлёвское
Новокремлёвское — село в Коченёвском районе Новосибирской области России. Административный центр Кремлёвского сельсовета. 

## География
Площадь села — 92 гектара.

## Население
| 2002 | 2007  | 2010  |
| ---- | ----- | ----- |
| 1355 | ↗1509 | ↘1242 |

## Инфраструктура
В селе по данным на 2007 год функционируют 1 учреждение здравоохранения и 2 учреждения образования.